# دهه ۸۲۰ (میلادی)
دهه ۸۲۰ (میلادی) دهه هشتاد و دوم تقویم میلادی است.

## درگذشتگان
‎